# Охотников, Павел Анатольевич
Павел Анатольевич Охотников (19 мая 1990, дер. Кашмаши, Моргаушский район, Чувашия) — российский биатлонист, чемпион и призёр чемпионата России. Мастер спорта России.

## Биография
В разные периоды карьеры представлял Чувашию, Ханты-Мансийский АО и Мордовию. Первый тренер — А. К. Савельев, позднее тренировался под руководством Г. П. Салдимирова, В. В. Брагина.
В 2016 году стал чемпионом России в гонке патрулей в составе сборной ХМАО. Также был серебряным призёром чемпионата страны в гонке патрулей (2015), бронзовым призёром в эстафете и командной гонке (2014). Становился победителем этапа Кубка России.
Окончил Чувашскую государственную сельскохозяйственную академию (2012).